# 奧地利的艾蕾諾爾 (1582-1620)
奧地利的艾蕾諾爾（德語：Eleonore von Österreich，1582年9月25日—1620年1月28日），內奧地利大公卡爾二世的第六女，神聖羅馬皇帝斐迪南二世的妹妹。
艾蕾諾爾終生未婚，1620年於提洛邦哈爾去世。